# Chociebuż
Chociebuż (niem. Cottbus, wym. [ˈkɔtbʊs]; dolnołuż. Chóśebuz, wym. [ˈχɛɕɛbus] lub [ˈχɨɕɛbus]; górnołuż. Choćebuz, wym. [ˈkʰɔt͡ʃɛbus]; czes. Chotěbuz, wym. [ˈxocɛbus]) – miasto na prawach powiatu we wschodnich Niemczech w kraju związkowym Brandenburgia, nad Sprewą. Jest drugim co do wielkości, po Poczdamie, stolicy Brandenburgii, miastem tego kraju związkowego; główne miasto oraz kulturalna stolica Dolnych Łużyc.

## Etymologia
Nazwa dzierżawcza utworzona przy pomocy formantu -jь (najstarsze słowiańskie nazwy dzierżawcze), prawdopodobnie od imienia Chociebud/Chociebąd, podobne: czeski Chotěbuz, Chotěboř, dolnołużyckie Kósobuz (niemieckie Kunersdorf w gminie Kolkwitz).
Gdy po raz pierwszy wspomniano o miejscowości w dokumencie z 1156 r., pisownia brzmiała „Chotibus”, w 1301 r. osadę wzmiankowano jako „opidum et castrum Kotebuz”. Jako miejscowość „Kothebus” wzmiankowana jest w dokumentach z lat 1348 i 1386. Pierwsza pisownia „Kottbus” pojawiła się w 1391 r.

## Historia

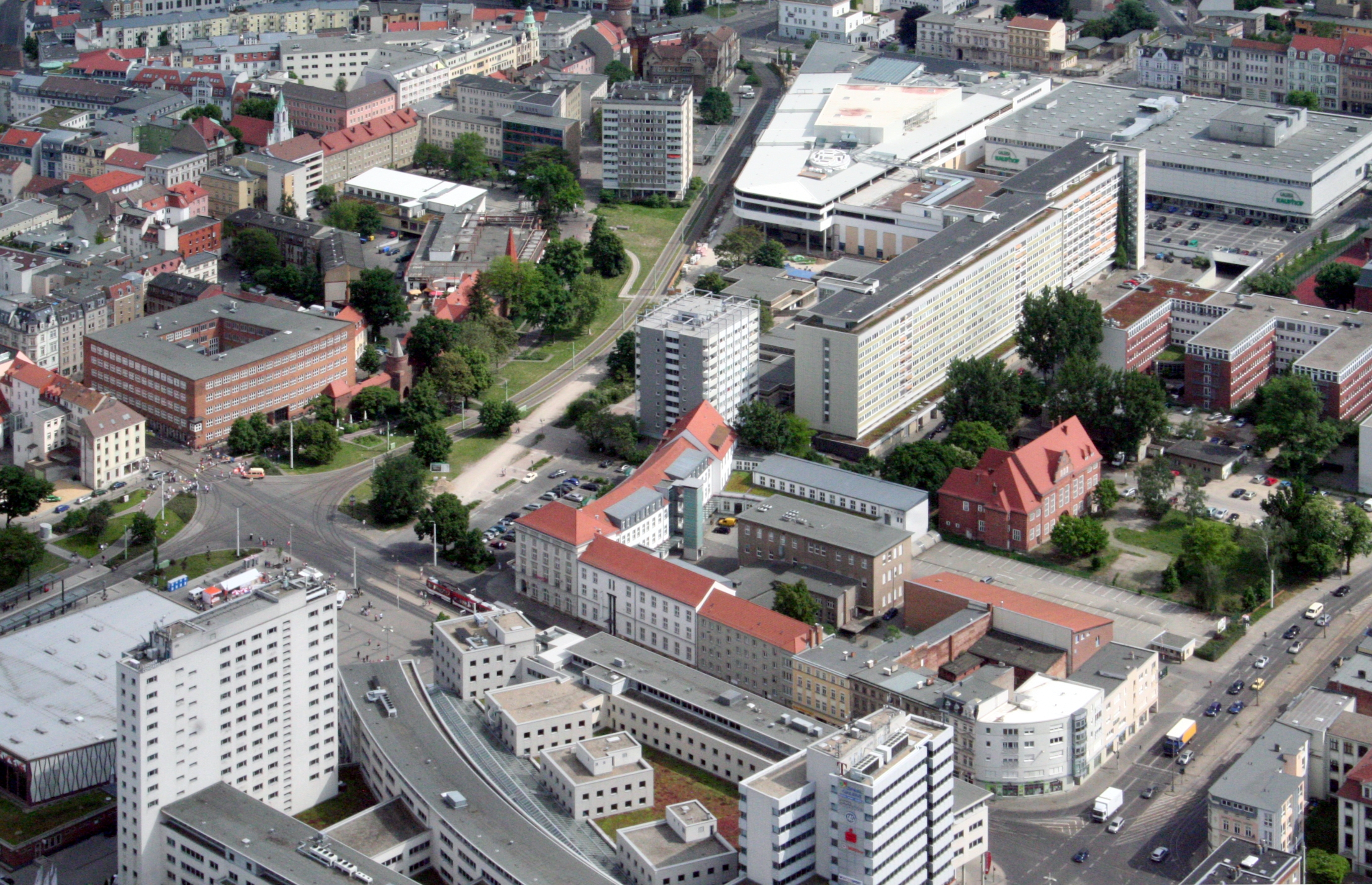
Centrum miasta

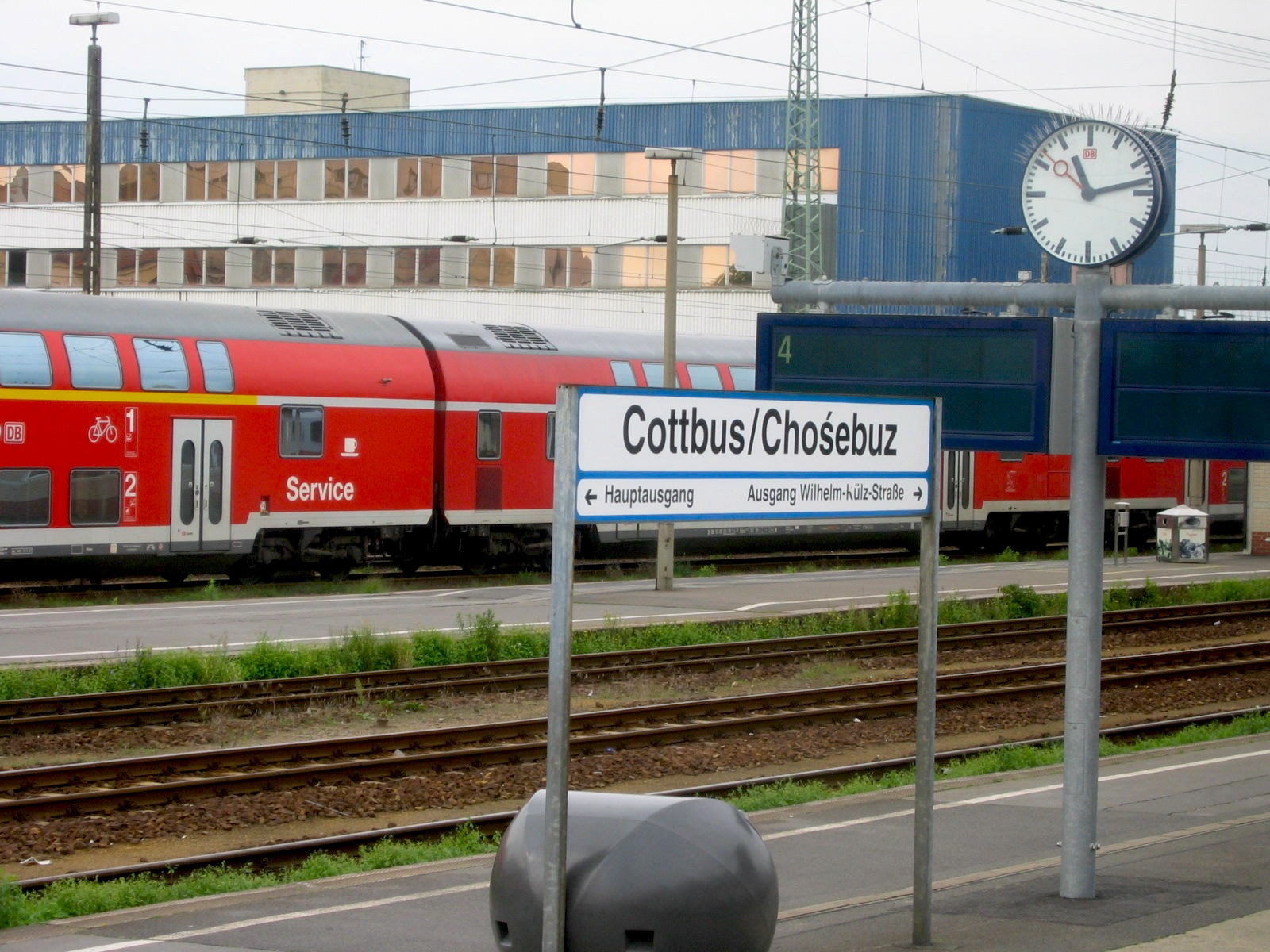
Stacja kolejowa w Chociebużu z dwujęzyczną nazwą miasta: niemiecką i dolnołużycką

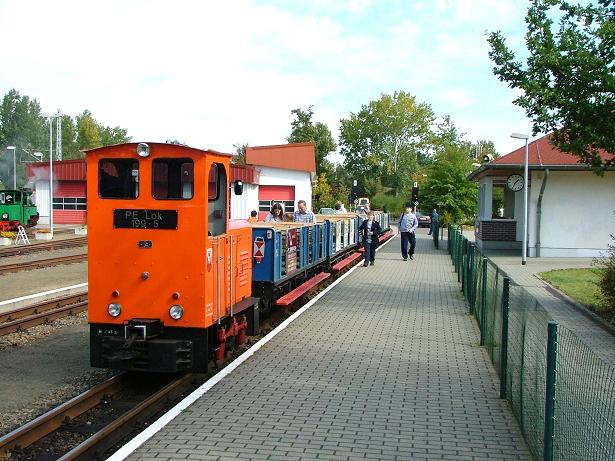
Kolej parkowa w Chociebużu – stacja Sandower Dreieck (po prawej budynek dworcowy, po lewej lokomotywownia)

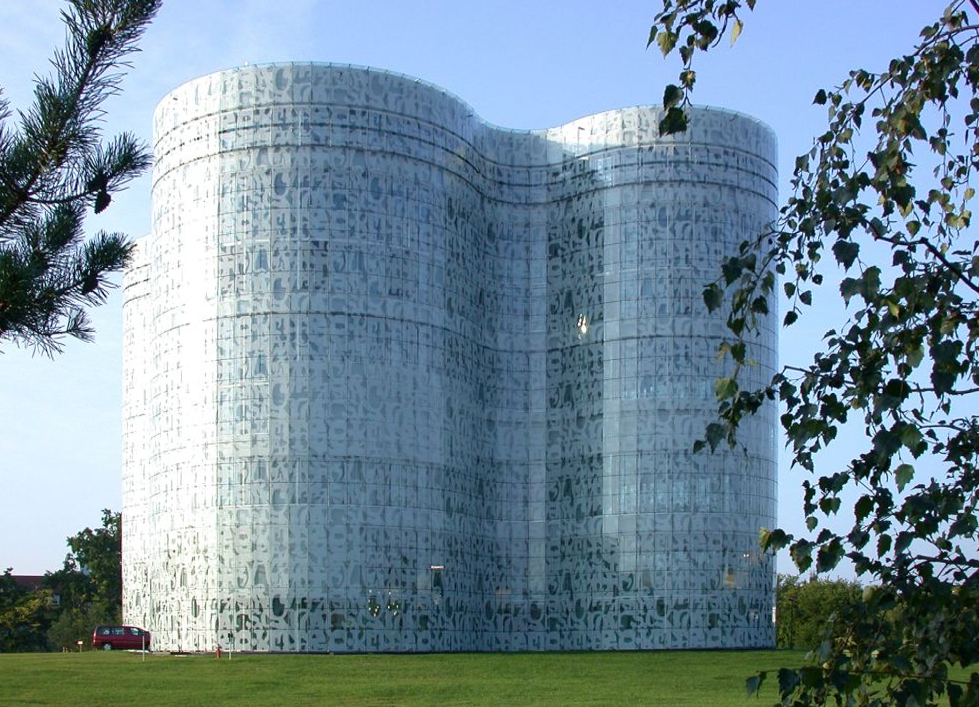
Biblioteka Brandenburskiego Uniwersytetu Technicznego

W 930 r. król Henryk I nakazał wznieść warownię nieopodal osiedla łużyckiego. Przy niej w okresie późniejszym powstało osiedle będące zalążkiem przyszłego miasta. W maju 1002 roku – Bolesław I Chrobry przekroczył z wojskiem graniczny Bóbr i zajął Milsko, Łużyce i Miśnię. W latach 1002–1031 Chociebuż znalazł się pod polskim panowaniem. W 1156 r. miasto było ważnym punktem składowania soli na trakcie Halle (Saale)-Głogów. W 1445 r. miasto wraz z okolicami zostało przyłączone do Brandenburgii, stanowiąc eksklawę brandenburską (a później pruską) w środku Łużyc, należących do Czech, Węgier, ponownie Czech, a następnie Saksonii. Od średniowiecza trwał napływ osadników z Niemiec. W 1514 r. w Chociebużu zostało założone gimnazjum zwane „Universitas Serborum” (Uniwersytet Łużyczan). Jego założycielem był Łużyczanin, Jan Rak, działający również w Krakowie. Podczas wojny trzydziestoletniej Chociebuż uległ poważnym zniszczeniom. W końcu XVII w. osiedlili się tutaj francuscy hugenoci, którzy wprowadzili uprawę tytoniu i hodowlę jedwabnika. W 1780 r. liczba mieszkańców Chociebuża przekroczyła 4 tysiące. W 1807 r. pruska enklawa, obejmująca Chociebuż i okolice, została połączona z resztą Łużyc i wcielona do Królestwa Saksonii. Stan ten trwał do kongresu wiedeńskiego w 1815 r., który przekazał Chociebuż wraz z całymi Dolnymi Łużycami, Prusom.
Od poł. XIX w. w Chociebużu trwał okres industrializacji: stworzono fabryki tekstylne, z których miasto było znane za granicą, oraz prowadzono wydobycie węgla brunatnego.
Od 1886 roku miasto należało do rejencji frankfurckiej w prowincji Brandenburgia. W mieście stacjonował 52 Pułk Piechoty im. von Alvenslebena (6 Brandenburski).
Podczas II wojny światowej lokalny przemysł prowadził produkcję dla celów wojskowych, dlatego też miasto stało się celem ataków lotniczych. W lutym 1945 r. zostało poważnie zniszczone podczas amerykańskiego nalotu. W kwietniu 1945 r. toczyły się tutaj zacięte walki między wojskami sowieckimi i niemieckimi. W mieście zniszczeniu uległo 34 procent budynków.
W NRD stolica okręgu Chociebuż.
Po wojnie w 1952 r. w Chociebużu powstała pierwsza łużycka szkoła średnia i łużycki zespół pieśni i tańca, a przy lokalnej rozgłośni radiowej działała sekcja łużycka. Od lat 60. XX w. prowadzono intensywną urbanizację miasta, budując wiele nowych osiedli. W 1954 r. powstał w mieście ogród zoologiczny. W 1976 r. liczba mieszkańców przekroczyła 100 tys. W 1981 roku w miejscowym więzieniu przeprowadzony został strajk głodowy w proteście przeciwko wprowadzeniu stanu wojennego w Polsce.

## Zabytki
- Wieża Grodkowska (Spremberger Turm/Grodkojska wěža) – pozostałość umocnień miejskich z XV w., górna część zbudowana w 1823 r. Uważana jest za symbol miasta. Dawniej po jej lewej stronie znajdował się bastion obronny.
- Wieża Mennicza (Münzturm) – gotycka, z wiatrowskazem, herbem miasta i datą 1603. Kiedyś służyła jako miejscowa mennica.
- Kościół św. Mikołaja (St. Nikolai-Kirche) z XV w., gotycki z barokowym ołtarzem. Górna część wieży pochodzi z XVI wieku. Kościół był też nazywany Kościołem Górnym „Oberkirche”. Od 1537 roku jest to kościół protestancki.
- Kościół poklasztorny franciszkanów zwany „Kościołem Wendyjskim” („Serbska cerkwja” w języku dolnołużyckim), jest najstarszym zachowanym obiektem sakralnym w mieście. Kościół znajduje się w Wendisches Viertel, czyli Dzielnicy Wendyjskiej (słowiańskiej). W kościele zachował się najstarszy nagrobek na Łużycach pochodzący z 1230 r. Na parapecie zachodniej galerii można zobaczyć obrazy z wersetami biblijnymi w języku serbołużyckim. Są to najstarsze serbołużyckie cytaty biblijne znajdujące się w kościele na Dolnych Łużycach[11].
- rynek ze starymi kamienicami i apteką Pod Lwem z 1568 r.
- Młyn Krupniczy (Spreewehrmühle) z XVII w.
- Kościół Zamkowy (Schlosskirche) z 1714 r. zbudowany przez hugenotów
- Fontanna Sukienników (Marktbrunnen) z XVIII w.
- Park Branicki (Branitzer Park) z zamkiem z 1772 (przebudowany w 1850 r.), w którym mieści się Muzeum Regionalne. Na jeziorze w parku znajduje się piramida, w której pochowany został założyciel parku, podróżnik, książę Hermann von Pückler-Muskau.
- Teatr Państwowy (Staatstheater Cottbus) z 1908 r., secesyjny, projekt Bernhard Sehring
- Pałac Branitz (Schloss Branitz) z 1770 roku, w stylu późnego baroku

## Gospodarka
W mieście w przeszłości był rozwinięty przemysł włókienniczy oraz odzieżowy. Dzisiaj Chociebuż jest przede wszystkim ośrodkiem administracyjnym i usługowym w południowej części Brandenburgii. Istnieje zakład naprawy taboru kolejowego.
W okolicach Chociebuża znajduje się Łużyckie Zagłębie Węglowe gdzie wydobywany jest węgiel brunatny, a położona niedaleko miasta elektrownia Jänschwalde należy do największych na terenie Niemiec.
Związana z przemysłem energetycznym firma LEAG, będąca częścią czeskiej spółki EPH, ma swoją główną siedzibę w Chociebużu.

## Transport
Chociebuż leży przy autostradzie A15 która stanowi część szlaku europejskiego E36 (Berlin – Wrocław).
W mieście funkcjonuje sieć tramwajowa i autobusowa, obsługiwana przez dwie firmy: Cottbusverkehr GmbH i Neißeverkehr GmbH. Łącznie 45 linii, z tego cztery tramwajowe i 41 autobusowych. Sieć obejmuje 569 przystanków i ma długość około 934 km. Jest obsługiwana przez 26 tramwajów i 55 autobusów (2009). Oprócz tego funkcjonuje kolej parkowa (o rozstawie toru 600 mm), która obsługuje rozległe tereny rekreacyjne – od dworca normalnotorowej kolei Cottbus Sandow, poprzez stadion piłkarski, targi, zoo, aż do parku zamkowego.
W 1868 r. Chociebuż uzyskał połączenie kolejowe z Berlinem (przez Lübbenau) i Görlitz. Miasto jest ważnym węzłem kolejowym, funkcjonują połączenia m.in. przez Falkenberg do Lipska, przez Elsterwerdę do Drezna, przez Gubin do Frankfurtu nad Odrą i przez Forst do Żar i Wrocławia. Znajdują się tutaj cztery stacje kolejowe, w tym główna – Cottbus Hauptbahnhof.

## Nauka i oświata
- Brandenburgische Technische Universität Cottbus-Senftenberg

## Klimat (1979-2013)
| Miesiąc                                 | Sty   | Lut   | Mar   | Kwi  | Maj  | Cze  | Lip  | Sie  | Wrz  | Paź  | Lis   | Gru   | Roczna |
| --------------------------------------- | ----- | ----- | ----- | ---- | ---- | ---- | ---- | ---- | ---- | ---- | ----- | ----- | ------ |
| Rekordy maksymalnej temperatury [°C]    | 15.5  | 19.1  | 23.5  | 30.7 | 32.7 | 36.6 | 37.7 | 38.4 | 31.3 | 27.5 | 19.1  | 15.0  | 38,4   |
| Średnie temperatury w dzień [°C]        | 2,7   | 4,0   | 8,8   | 14,6 | 20,0 | 22,6 | 24,7 | 24,5 | 19,6 | 14,1 | 7,4   | 3,8   | 13,9   |
| Średnie dobowe temperatury [°C]         | 0,0   | 0,7   | 4,4   | 9,1  | 14,2 | 17,0 | 19,0 | 18,5 | 14,2 | 9,5  | 4,4   | 1,3   | 9,4    |
| Średnie temperatury w nocy [°C]         | -2,9  | -2,6  | 0,4   | 3,6  | 8,2  | 11,4 | 13,4 | 13,0 | 9,6  | 5,4  | 1,5   | -1,2  | 5,0    |
| Rekordy minimalnej temperatury [°C]     | -24.4 | -21.7 | -15.6 | -6.6 | -2.1 | 1.4  | 5.6  | 4.7  | 1.6  | -7.3 | -11.6 | -20.1 | −24,4  |
| Opady [mm]                              | 39    | 33    | 39    | 35   | 53   | 53   | 72   | 58   | 45   | 33   | 44    | 46    | 549    |
| Średnia liczba dni z opadami            | 10    | 9     | 9     | 7    | 9    | 9    | 10   | 9    | 8    | 8    | 9     | 10    | 107    |
| Źródło: Na podstawie 35-lecia 1979-2013 |       |       |       |      |      |      |      |      |      |      |       |       |        |

## Dolnołużyczanie
Chociebuż jest ośrodkiem kulturalnym Dolnołużyczan. Działa tu dolnołużyckie gimnazjum i uniwersytet ludowy, a także Muzeum Łużyckie (Serbski Muzej/Wendisches Museum).

## Polacy w Chociebużu
W latach 1002–1031 Chociebuż leżał w granicach Polski. W latach 1807–1815 wraz z Królestwem Saksonii miasto było związane unią z Księstwem Warszawskim.
Do miejscowego gimnazjum uczęszczał Konrad Jażdżewski. W trakcie I wojny światowej wikarym w Chociebużu był ks. Tomasz Reginek. W trakcie II wojny światowej w mieście byli więzieni przez Niemców m.in. polski działacz narodowy Teodor Spiralski i aktor Władysław Hańcza. Pracownikiem Uniwersytetu Technicznego w Chociebużu był Jerzy Drewnowski.

## Sport
- Energie Cottbus – klub piłkarski

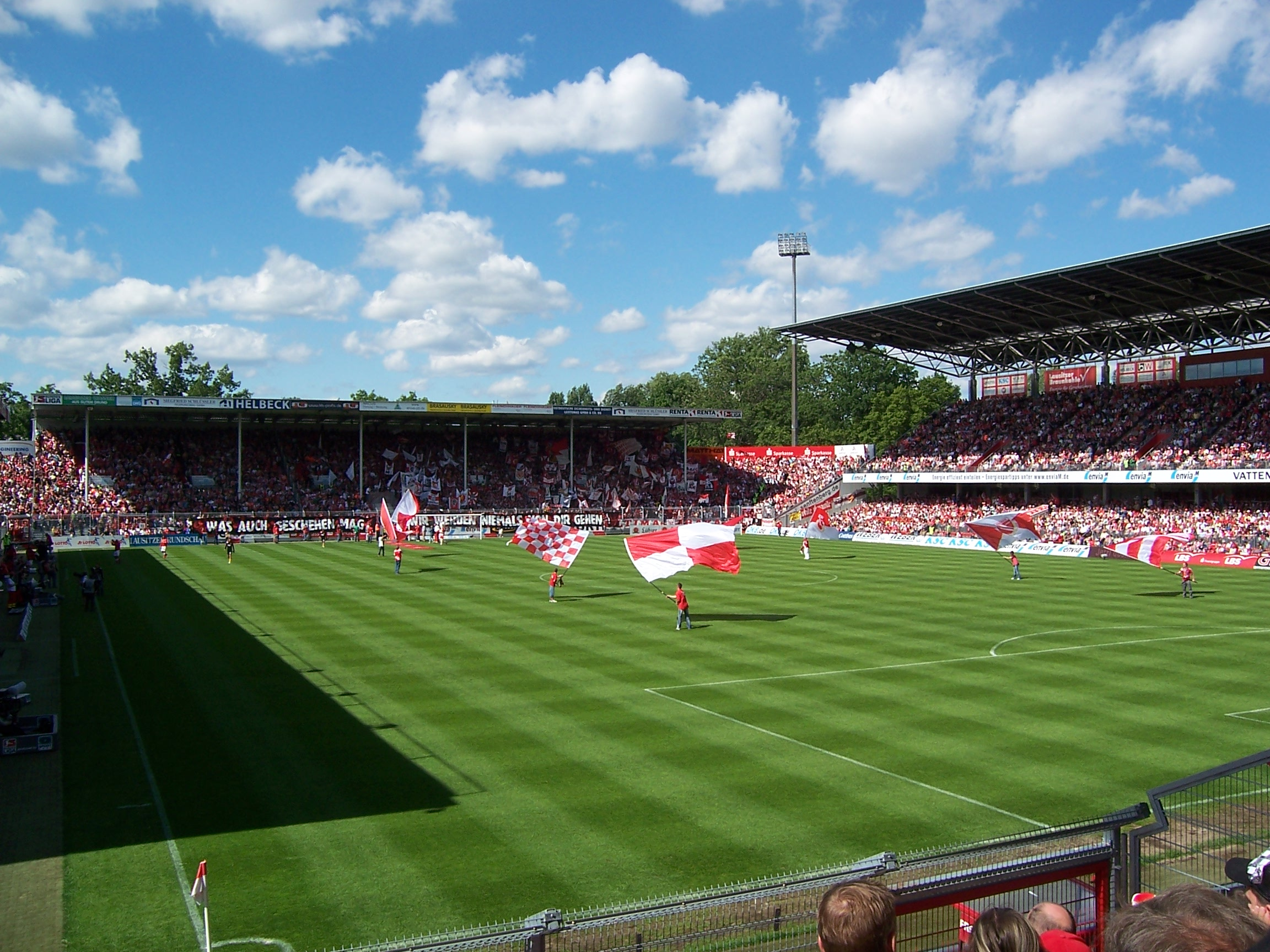
Stadion der Freundschaft (Stadion Przyjaźni) w Chociebużu

  - Stadion der Freundschaft – stadion piłkarski
- Mistrzostwa Europy Juniorów w Lekkoatletyce 1985

## Miasta partnerskie
- Polska: Zielona Góra
- Nadrenia Północna-Westfalia: Gelsenkirchen
- Saara: Saarbrücken
- Bułgaria: Tyrgowiszte
- Francja: Montreuil
- Rosja: Lipieck
- Słowacja: Koszyce
- Wielka Brytania: Nuneaton and Bedworth
- Włochy: Grosseto